# Кольчатые червяги
Кольчатые червяги (лат. Siphonops) — род безногих земноводных из семейства Siphonopidae. Включает пять современных видов, обитающих в Южной Америке к востоку от Анд.

## Классификация
В состав рода включают:
- Siphonops annulatus (Mikan, 1820) — Кольчатая червяга
- Siphonops hardyi Boulenger, 1888 — Изящная червяга
- Siphonops insulanus Ihering, 1911 — Малоглазая червяга
- Siphonops leucoderus Taylor, 1968 — Белогорлая червяга
- Siphonops paulensis Boettger, 1892 — Паранская червяга